# Меня зовут «Знаменитость»
«Меня зовут „Знаменитость“» (иер. трад. 我要成名, йель: Ngo jiu sing ming, англ. My Name Is Fame) — гонконгский фильм, романтическая комедия-драма 2006 года режиссёра Лоуренса Лау. В главных ролях — Лау Чинвань и молодая актриса Хо Сыянь.

## Сюжет
Актёр Пунь Кафай успел побывать на вершине успеха, получив статуэтку Гонконгской кинопремии в категории «Открытие года» практически в самом начале своей карьеры, коллеги старшего поколения уважают его как «выкладывающегося» актёра, внимательного к деталям, требовательного к себе и другим. Однако он становится все менее и менее востребован агентами и режиссёрами на большом и малом экране — и из-за своей требовательности, и из-за усиливающейся склонности индустрии к опоре на «красивые лица».
Получив при продлении контракта обещание найма лишь в одном сериале на весь год (не дающего возможности прожить), актёр «хлопает дверью». Пытаясь утопить раздражение в пиве, он случайно встречается с бывшей женой, актёрским агентом Цици, которая дает напившемуся Кафаю крышу на ночь. Застав утром её работу с молодыми «поденными» актрисами, он в качестве помощи берет одноразовое «шефство» над начинающей Фэй Нг, недавно переехавшей с материка, делающей первые, но настойчивые шаги в профессии и берущейся, пусть и неумело, за любое задание.
Чем-то девушка трогает его, и Пунь Кафай «берёт её под крыло», всерьёз становясь её наставником и неофициальным менеджером. После нескольких небольших успехов девушка решается попробовать силы всерьез в крупном проекте режиссёра Гордона Чаня, съёмки которого запланированы в Японии. Неожиданно для молодой актрисы оказывается, что Кафай не едет с ней — и потому что его никто не приглашал, и чтобы наконец «выпустить птенца из гнезда», заставив её проверить свои силы без поддержки.
Проводив Фэй, Пунь готов упасть духом и переквалифицироваться в автомеханики, подобно его старому другу, бывшему актёру Ваю, однако разговор с ним, а также совет другого клиента автомастерской, пользующегося популярностью старого знакомого Тони Люн Кафая, дают ему волю изменить свою жизнь, отказаться от выпивки, суметь заинтересовать режиссёров и вернуться к съемкам и былой популярности. Напряженный график работы бывшего наставника и бывшей ученицы практически не дают им встретиться вновь — вплоть до конца фильма, где Пун Кафай предстаёт номинантом на Гонконгскую кинопремию за лучшую роль второго плана, а достигшая славы Фэй Ын, приглашенная для ведения её 25-й церемонии награждения, готовится объявить лауреата.

## В ролях
| Актёр       | Роль                                     |
| ----------- | ---------------------------------------- |
| Лак Чинвань | актёр Пунь Кафай                         |
| Хо Сыянь    | начинающая актриса Фэй Ын                |
| Уэйн Лай    | автомеханик и бывший актёр Вай           |
| Кэндис Ю    | бывшая жена Пун Кафая, букинг-агент Цици |
| Лён Сань    | мать Кафая                               |
| Цзян Хань   | отец Кафая бывший художник-постановщик   |

Многие известные кинематографисты Гонконга, включая режиссёра и продюсера фильма Лоуренса Лау и Генри Фона, играют в фильме камео-роли или предстают в роли самих себя. В числе последних — пожилой актёр Ку Фэн (в сериальной роли судьи в начале фильма), популярный актёр Тони Люн Кафай (упоминается в самом начале из-за сходства имён, впоследствии ободряет Пунь Кафая, раздумывающего, стоит ли возвращаться в профессию), режиссёры Гордон Чань и Энн Хёй (с первым уезжает в Японию Фэй, у второй позже начинает сниматься Кафай), кантопоп-группа Grasshopper и многие другие.

## Награды
Исполнение главной роли в этом фильме принесло Лау Чинваню премии «Золотая баугиния» и «Hong Kong Film Award» в категории «Лучшая мужская роль».
Кроме того, фильм был номинирован на Hong Kong Film Awards в категориях «Лучший новый актёр» (исполнительница второй главной роли Хо Сыянь), «Лучшая женская роль второго плана» (Кэндис Ю) и лучший сценарий (тройка сценаристов фильма).